# Corydalis amphipogon
Corydalis amphipogon är en vallmoväxtart som beskrevs av Liden. Corydalis amphipogon ingår i släktet nunneörter, och familjen vallmoväxter. Inga underarter finns listade i Catalogue of Life.